# Екатерининский остров
Екатери́нинский о́стров — необитаемый остров в Кольском заливе Баренцева моря. Административно относится к ЗАТО Александровск Мурманской области.

## Расположение
Остров находится у западного берега северной части Кольского залива напротив города Полярного. Между южным берегом острова и континентальной частью Кольского полуострова лежит Екатерининская гавань — незамерзающий военно-морской порт Северного флота. С запада омывается водами губ Оленьей и Пала. Южная оконечность острова отделена от континента проливом Перейма, в этом месте расстояние до берега составляет менее 200 метров, в то время, как в центральной части Екатерининской гавани оно доходит до 300—700 метров.
К северу от острова в 200 метрах лежит менее крупный остров Большой Олений, а на таком же расстоянии от восточной оконечности острова — небольшие островки Средние и Малые Оленьи.

## Описание
Екатерининский остров имеет вытянутую с северо-запада на юго-восток неровную форму длиной от северо-западного мыса Подушкин нос до юго-восточного окончания — около 2,5 километра и шириной до 1,3 километра. Омываемые гаванью берега — относительно ровные, обрывистые. Остальное побережье более пологое с участками отмели. Глубина залива у берегов острова достигает 20-40 метров.
Бо́льшую часть острова занимают скалистые сопки, покрытые редкой тундровой растительностью. Высота скал достигает 78,2 метров в центральной части. Рек и ручьёв на острове нет, два небольших бессточных озера лежат в его западной части. У северных склонов — небольшой участок болот.

## История
Незамерзающая зимой бухта между островом и Кольским полуостровом известна ещё с XVI века как место стоянки русских промысловых судов. Позднее в ней располагались база казённого Кольского китоловства (в этот период были построены пристань, верфь, склады, жилые помещения), Беломорская торговая компания и Товарищество Архангельско-Мурманского срочного пароходства. В настольном атласе А. Ф. Маркса 1903 года на южном окончании острова отмечены строения пароходного общества.
В 1764 году русским мореплавателем Василием Яковлевичем Чичаговым бухта была переименована в Екатерининскую гавань, от неё своё название получил и остров.
С 1933 года, после посещения Иосифом Виссарионовичем Сталиным и партийно-правительственной комиссией, утвердившей город Полярный в качестве пункта базирования Северной военной флотилии, Екатерининская гавань стала базой надводных и подводных кораблей, в это время на месте строений пароходного общества была построена пристань и портовые сооружения.
Жилых домов и дорог на Екатерининском острове нет. От пристани в южной части острова его пересекает линия электропередачи, идущая на север к острову Большой Олений, к расположенному на его северном берегу одноимённому маяку.